# Laevilitorina granum
Laevilitorina granum is een slakkensoort uit de familie van de Littorinidae. De wetenschappelijke naam van de soort is voor het eerst geldig gepubliceerd in 1886 door Pfeffer in Martens & Pfeffer.